# Tom McKean
Tom McKean (* 27. Oktober 1963 in Bellshill, Schottland) ist ein ehemaliger britischer Leichtathlet, der im 800-Meter-Lauf drei internationale Titel gewann.
Er gehörte wie Steve Ovett, Sebastian Coe, Steve Cram und Peter Elliott zur Gruppe der britischen Mittelstreckenläufer, die in den 1980er Jahren das Wettkampfgeschehen dominierten. Während seine Konkurrenz nahezu jedes Tempo mitgehen konnte und somit Medaillen in sehr schnellen Rennen gewann, hatte McKean aufgrund seiner enormen Spurtkraft seine besten Chancen in langsamen, taktisch geprägten Rennen.

## Karriere
1985 gewann McKean die UK-Championships und den Europacup der Leichtathleten.
Im Jahr darauf sorgte Cram bei den Commonwealth Games in Edinburgh für ein Tempo, dem keiner folgen konnte. Er gewann in 1:43,22 min vor McKean, der für Schottland startete, in 1:44,80 min. Peter Elliott wurde Dritter, nachdem sich Coe zwar für das Finale qualifiziert hatte, aber nicht antrat. Bei den Leichtathletik-Europameisterschaften in Stuttgart setzten sich die drei vertretenen Briten deutlich vom Rest des Feldes ab. Coe gewann in 1:44,50 min vor McKean in 1:44,61 min und Cram in 1:44,88 min.
1987 gewann McKean erneut den Europacup und qualifizierte sich auch für das Finale bei den Weltmeisterschaften in Rom. Dort sorgte der Brasilianer José Luiz Barbosa für ein derart hohes Tempo, dass McKean schon früh zurückfiel und dann locker als Letzter ins Ziel trabte, während der tempohärtere Elliott Silber hinter dem Kenianer Billy Konchellah und vor Barbosa gewann.
Die Olympischen Spiele 1988 in Seoul verliefen für McKean sehr unerfreulich. Im Viertelfinale konnte er sich zwar mit Mühe auf den zum Weiterkommen notwendigen vierten Platz vorkämpfen, wurde jedoch disqualifiziert, weil er im Gedränge auf der Zielgeraden seine Ellenbogen zu stark eingesetzt hatte. 1989 gewann McKean erneut beim Europacup und stellte bei einem Sportfest in London seine persönliche Bestzeit auf.
Die Commonwealth Games 1990 fanden vom 27. Januar bis zum 3. Februar in Auckland statt. In einem langsamen 800-Meter-Finale gewannen die Kenianer Sammy Tirop und Nixon Kiprotich vor dem Engländer Matthew Yates. Coe wurde Sechster vor McKean, beide weit von ihrer Normalform entfernt. McKean gewann allerdings noch eine Silbermedaille mit der schottischen 4-mal-400-Meter-Staffel hinter der Staffel Kenias und vor Jamaika. Einen Monat später zeigte sich Tom McKean in einer ganz anderen Verfassung und gewann bei den Leichtathletik-Halleneuropameisterschaften in Glasgow in 1:46,22 min den Titel mit einer Sekunde Vorsprung auf den zweitplatzierten Spanier Tomás de Teresa. Auch im Sommer bestätigte McKean seinen Ruf als bester Europäer. Bei den Europameisterschaften in Split gewann er in 1:44,76 min souverän vor seinem Mannschaftskollegen David Sharpe.
1991 gewann McKean zum vierten Mal in Folge den 800-Meter-Lauf beim Europacup. Bei den Weltmeisterschaften in Tokio beging McKean im Vorlauf einen Anfängerfehler. In Führung liegend trudelte er ins Ziel und wurde auf der Ziellinie von Billy Konchellah und dem US-Amerikaner Mark Everett abgefangen. McKean schied aus, während Konchellah und Everett im Finale Gold und Bronze gewannen. Bei den Olympischen Spielen 1992 in Barcelona schied McKean im Halbfinale aus.
Bei den Hallenweltmeisterschaften 1993 in Toronto lief McKean im Finale von vorn, vermied jegliches Gedränge und gewann in 1:47,29 min, während die Läufer hinter ihm ins Stolpern gerieten und Barbosa stürzte. Im Sommer beim Europacup wurde McKean erstmals nur Dritter. In seinem letzten großen Finale bei den Weltmeisterschaften in Stuttgart belegte McKean wie schon sechs Jahre zuvor den achten Platz.

## Persönliches
Tom McKean ist 1,83 m und wog zu Wettkampfzeiten 71 kg. Nach seiner sportlichen Laufbahn wurde er Polizist in Strathclyde.

## Bestzeiten
- 800 m: 1:43,88 min, 28. Juli 1989, London
  - Halle: 1:46,22 min, 4. März 1990, Glasgow
- 1000 m: 2:18,91 min, 23. Juli 1985, Edinburgh